# Чута Дементій Омелянович
Дементій Омелянович Чута (1920 — 1956) — учасник німецько-радянської війни, командир відділення 1035-го стрілецького полку 280-ї Червонопрапорної Конотопської стрілецької дивізії 60-ї армії Центрального фронту, молодший сержант, Герой Радянського Союзу (1943).

## Біографія

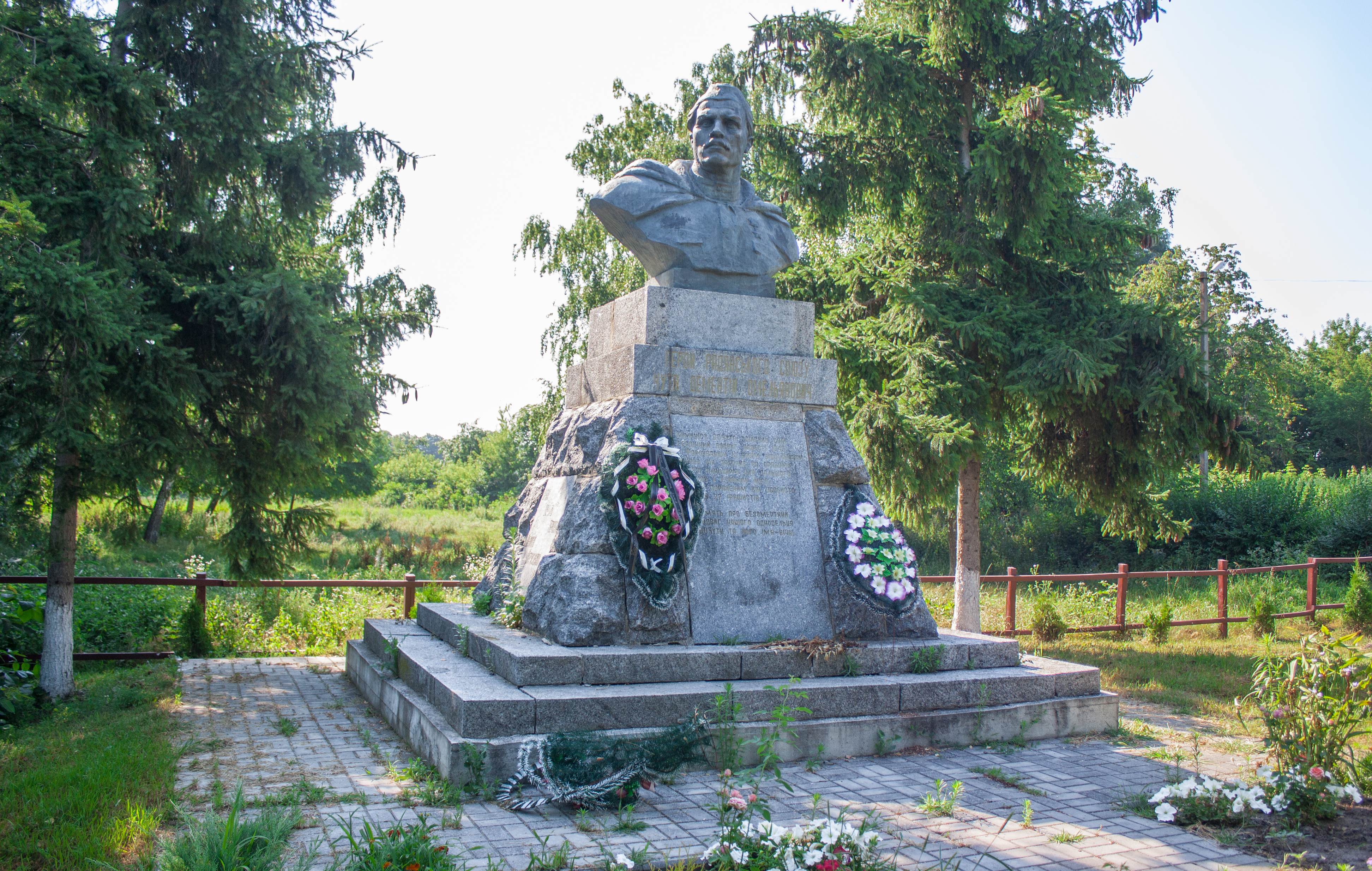
Пам'ятник в селі Краснопілка

Народився 28 травня 1920 року в селі Краснопілка Гайсинського району, Вінницької області, в родині селянина. Закінчив 4 класи. Працював у своєму господарстві, потім шофером в колгоспі. До лав Червону Армію був призваний в 1940 році, служив стрільцем і командиром відділення комендантської роти на станції Сизрань вПриволзькому військовому окрузі. У липні 1942 року у званні молодшого сержанта був направлений на Брянський фронт, де став командиром відділення в 280-ї стрілецької дивізії 48-ї армії. У боях його відділення брало участь з 21 серпня 1942 року. У січні 1943 року в ході наступу на Малоархангельск напрямку відділення Чути у складі полку брало участь у прориві оборони противника на рубежі річки Кшень в районі міста Лівни і 2 лютого 1943 року — у звільненні станції Косоржа, потім у боях за визволення Курська і в боях в усі наступні дні оборонного періоду Курської битви. Перед початком наступу радянських військ на Лівобережну Україну 280-ту стрілецьку дивізію передали до складу 60-ї армії, в самий центр Курського виступу, найбільш опуклий в бік Дніпра. У вересні 1943 року молодший сержант Чута брав участь у визволенні міст Конотоп, Бахмач і Ніжин, його відділення у складі свого полку форсувало р. Десна в районі міста Остер, а в 20-х числах вересня досягло Дніпра. Почалася організація форсування, і в ніч на 25 вересня на підручних засобах відділення Чути переправилося на західний берег, де був захоплений і утриманий плацдарм. 27 вересня 1943 в бою біля села Ротічі Чорнобильського району Київської області Чута, підпустивши ворога на близьку відстань, знищив 19 німецьких солдатів і 2 офіцери, спочатку з ручного кулемета, а потім прикладом кулемета і ножем він знищив групу з 8 супротивників і був поранений, але продовжував битися. Удруге був поранений, але вийшов з бою і надалі евакуйований в тиловій госпіталь тільки тоді, коли противник був відкинутий від берега річки. Указом Президії Верховної Ради СРСР від 17 жовтня 1943 року за зразкове виконання бойових завдань командування на фронті боротьби з німецько-фашистськими загарбниками і проявлені при цьому мужність і героїзм молодшому сержантові присвоєно звання Героя Радянського Союзу з врученням ордена Леніна і медалі Золота Зірка (№ 6881). Після лікування був визнаний обмежено придатним до військової служби, але, будучи шофером (до війни), в лютому 1944 року був направлений на короткострокові автомобільні курси, після закінчення яких у травні 1944 року прибув в окремий автомобільний батальйон, обслуговуючий транспортні перевезення штабу, тилу і інших служб 82-го стрілецького корпусу 37-ї армії 3-го Українського фронту, десятки разів переправляючись на «полуторці» через Дністер на Кіцканському плацдарм в Молдавії. У серпні-вересні 1944 року Чута брав участь у Яссько-Кишинівській операції, у звільненні Молдови, Румунії та Болгарії, де 37-ма армія була залишена. У складі армії в Болгарії залишився і сержант Чута, де служив до демобілізації в 1946 році (там же наприкінці 1945 року йому були вручені заслужені ще в боях на Дніпрі нагороди. Нагороду йому вручав у Кремлі М. І. Калінін). Після війни Дементій Чута повернувся на батьківщину, працював у колгоспі, потім переїхав в Приморський край в село Абражіївка Чернігівського району, де також працював шофером автомашини ЗІС-5 в колгоспі. Там завів сім'ю, мав двоє дітей. 6 вересня 1956 року загинув у автокатастрофі. Похований у селі Абражіївка Чернігівського району Приморського краю. У 2008 році на могилі Героя був встановлений пам'ятник. На батьківщині в селі Краснопілка встановлені бюст і меморіальна дошка (1974 р.) на школі, де він вчився.

## Документи
- Герой Радянського Союзу   Чута Дементій Омелянович (рос) .  Подвиг народу (база даних). Архів оригіналу за 29 липня 2012. Процитовано 10 квітня 2016.
- Перелік нагород (рос) .